# Urucum
Urucum, também grafado urucu, é o fruto do urucuzeiro ou urucueiro (Bixa orellana), arvoreta da família das bixáceas, nativa na América tropical, que chega a atingir altura de até seis metros. Apresenta grandes folhas de cor verde-claro e flores rosadas com muitos estames. Seus frutos são cápsulas armadas por espinhos maleáveis, que se tornam vermelhas quando ficam maduras. Então se abrem e revelam pequenas sementes dispostas em série, de trinta a cinquenta por fruto, envoltas em arilo também vermelho.

## Nomes Populares
Em cultura lusófona, chama-se ainda açafroa e também colorau (forma imprópria, a designar especificamente o condimento, também o corante, preparados à base de sementes do urucu trituradas ao pó, puras e/ou misturadas a outras).
Noutras culturas, chama-se: orleansstrauch (alemão), achiote ou onoto (espanhol), rocou (francês), achiote ou annatto (inglês), achiote ou bijol (espanhol).

### Nomes indígenas
- Kwazá[1]: toro
- Proto-Mamoré-Guaporé[2]: *nire
- Proto-Nawiki[3]: *pʰɨːli
- Proto-Maku Oriental[4]: *hɤ̂w
- Proto-Chapacura[5]: *mawin
- Proto-Arawá[6]: *xidepe
- Proto-Pano[3]: *maʂɨ
- Proto-Takana[3]: *maʦe
- Proto-Tucano[7]: *p’õsa
- Proto-Jabutí[8]: *kutʃamrəj
- Proto-Nambikwara:[9]: *top³
- Proto-Tuparí[10]: *ŋgop

## Etimologia
"Urucu" e "urucum" originam-se do tupi transliterado uru'ku, que significa "vermelho", numa referência à cor de seus frutos e sementes.

## Contexto Cultural e Histórico
O urucum é utilizado tradicionalmente pelos Indígenas brasileiros (juntamente com o jenipapo, de coloração preta) e peruanos, como fonte de matéria prima para tinturas vermelhas, usadas para os mais diversos fins, entre eles, protetor da pele contra o sol e contra picadas de insetos; há também o simbolismo de agradecimento aos deuses pelas colheitas, pesca ou saúde do povo. No Brasil, a tintura de urucu em pó é conhecida como colorau e usada na culinária para realçar a cor dos alimentos. Esta espécie vegetal ainda é cultivada por suas belas flores e frutos atrativos. Ao passar urucu na pele, ele penetra nos poros e, ao longo do tempo, a pele passa a ter uma tonalidade avermelhada constante e definitiva. Isso acontece pois os poros se entopem de urucu e não conseguem mais eliminá-lo[carece de fontes?].
Um produtivo nativo das América, que foi levado para Europa desde o século XVII, é mundialmente empregado como corante de diversos fins, principalmente na indústria alimentícia. Com o banimento do uso de corantes alimentícios artificiais na União Europeia, por prováveis efeitos cancerígenos, por exemplo a anilina, é intensamente importado da América tropical e África, além de quase não ter sabor.

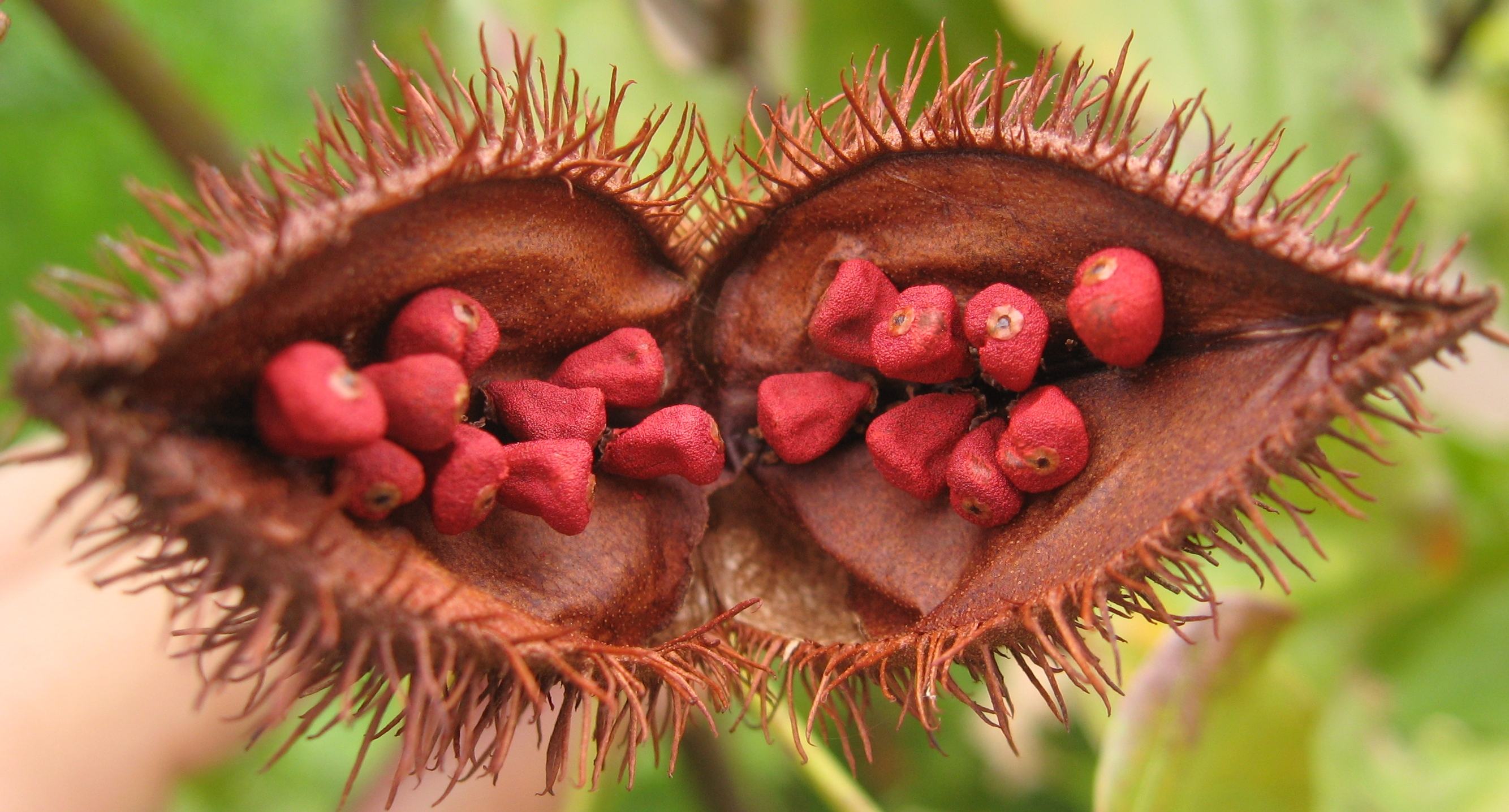
Fruto aberto de urucu mostrando as sementes cobertas pelo arilo avermelhado utilizado como corante e tintura.

## Usos
- Na culinária: como condimento e também colorante, emprega-se sob a forma de pó obtido por trituração das sementes, usualmente misturadas a certo teor de outros grãos também triturados, devido ao arilo que envolve as sementes, que fornece matéria corante vermelha característica, como na casca dos queijos: leyden, queijo-do-reino e outros. É apreciado pela quase ausência de sabor e por não apresentar os efeitos prejudiciais dos corantes artificiais; Também é muito usada na culinária mexicana como condimento chamado Achiote, usado em pratos como Cochinita Pibil, Carnitas entre outros.
- Na cosmética: empregam-no os ameríndios tropicais no preparo de tinturas para pintar o corpo, com a finalidade de proteção contra o rigor do sol (confere proteção contra radiação ultravioleta);
- Na medicina: como medicamento fitoterápico, é dotado de inúmeras características e propriedades bioquímicas, que lhe dão aplicação em vasta gama de casos.[carece de fontes?]

## Composição Química
As sementes do urucu contêm celulose (40 a 45%), açúcares (3,5 a 5,2%), óleo essencial (0,3% a 0,9%), óleo fixo (3%), pigmentos (4,5 a 5,5%), proteínas (13 a 16%), alfa e betacarotenos e outros constituintes.
Possuem, também, dois tipos de pigmentos:
- A bixina, de cor vermelha e solúvel em óleo;
- A orelhena, de cor amarela e solúvel em água.

Para informação nutricional, 100 g de semente de urucu contêm:
| • | Cálcio      | 7,00 mg  |
| • | Ferro       | 0,80 mg  |
| • | Fósforo     | 10,00 mg |
| • | Vitamina A  | 15,00 µg |
| • | Vitamina B1 |          |
| • | Vitamina B2 | 0,05 mg  |
| • | Vitamina B3 | 0,03 mg  |
| • | Vitamina C  | 2,00 mg  |

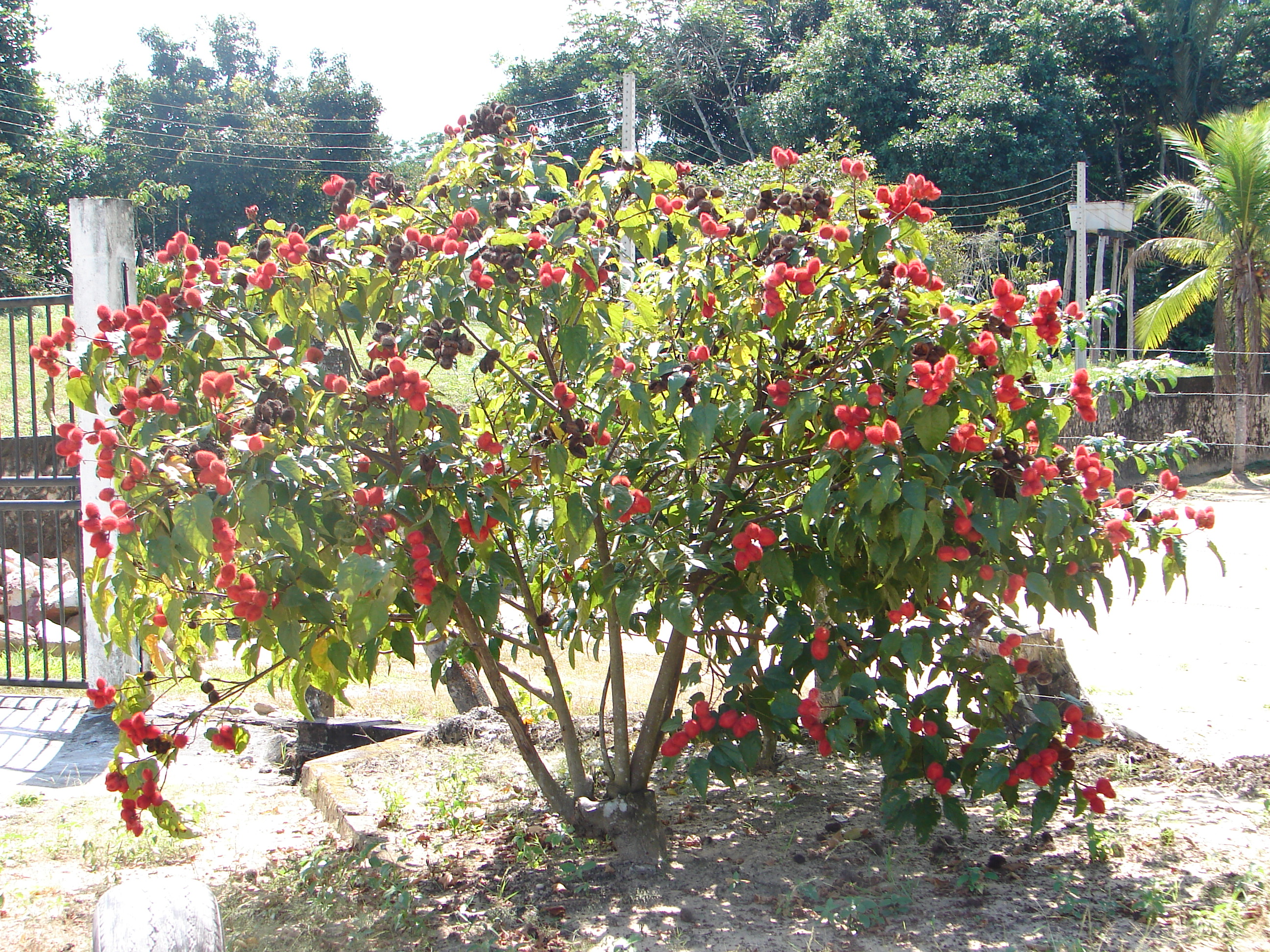
Arvoreta
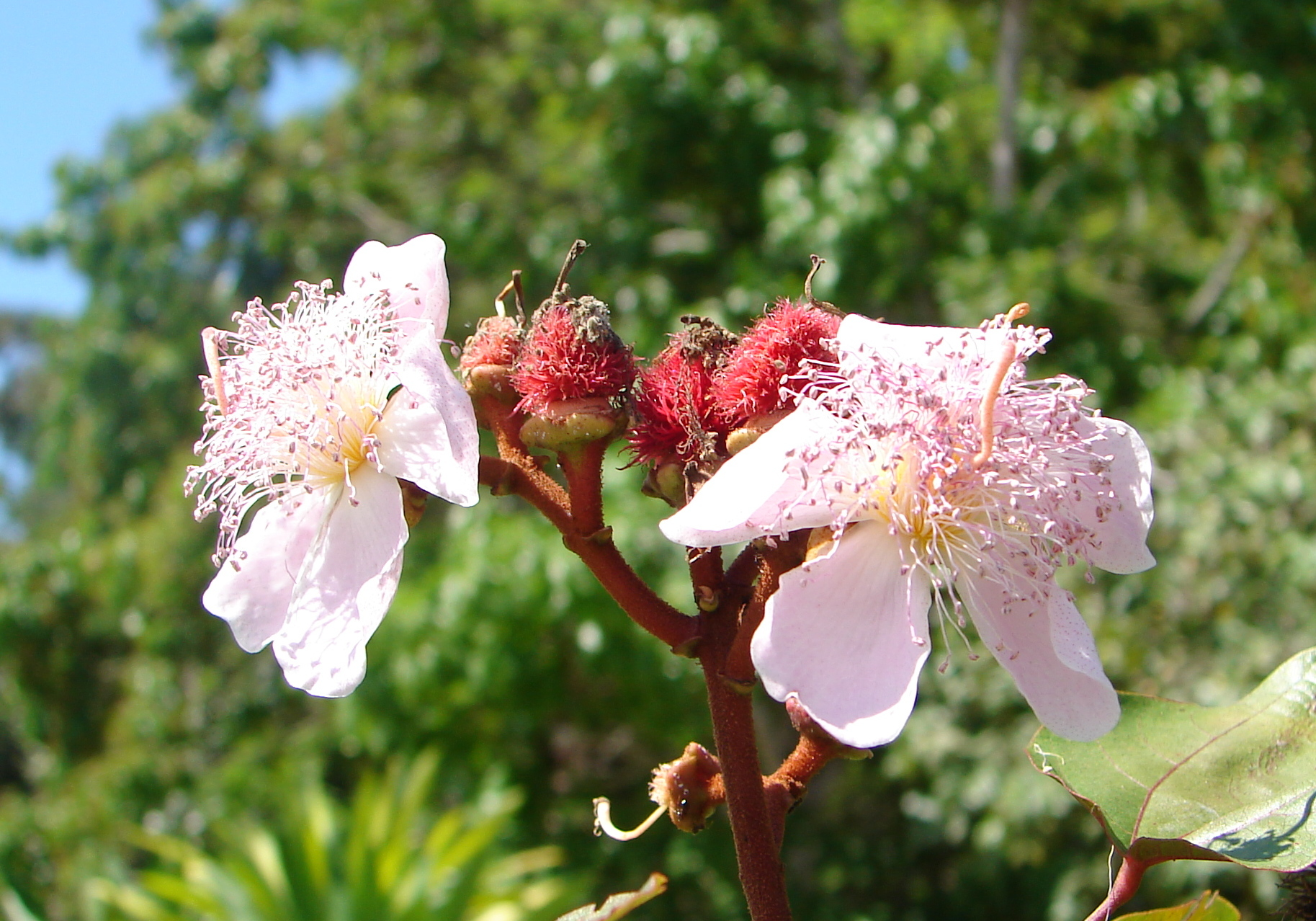
Flores
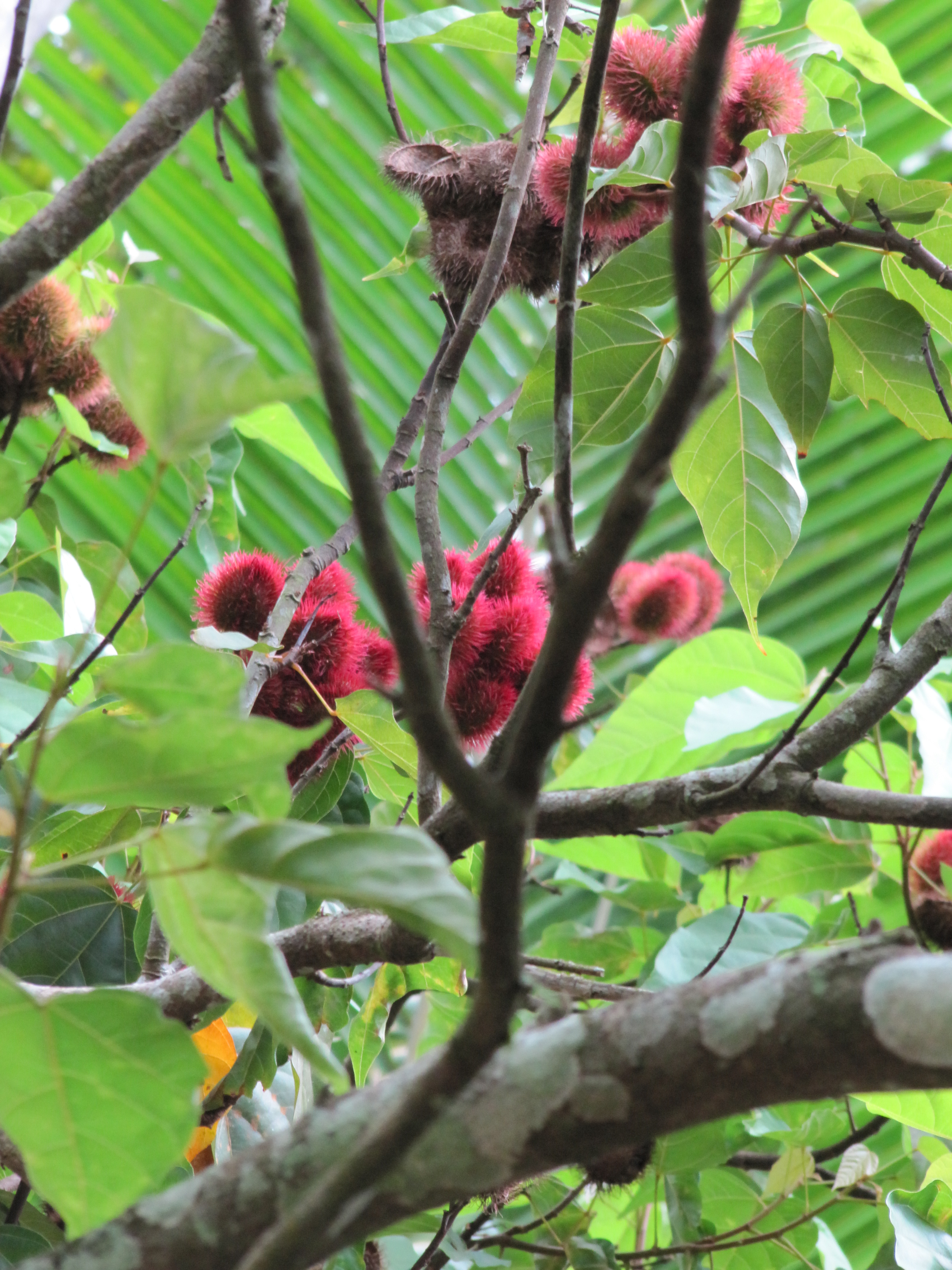
Frutos
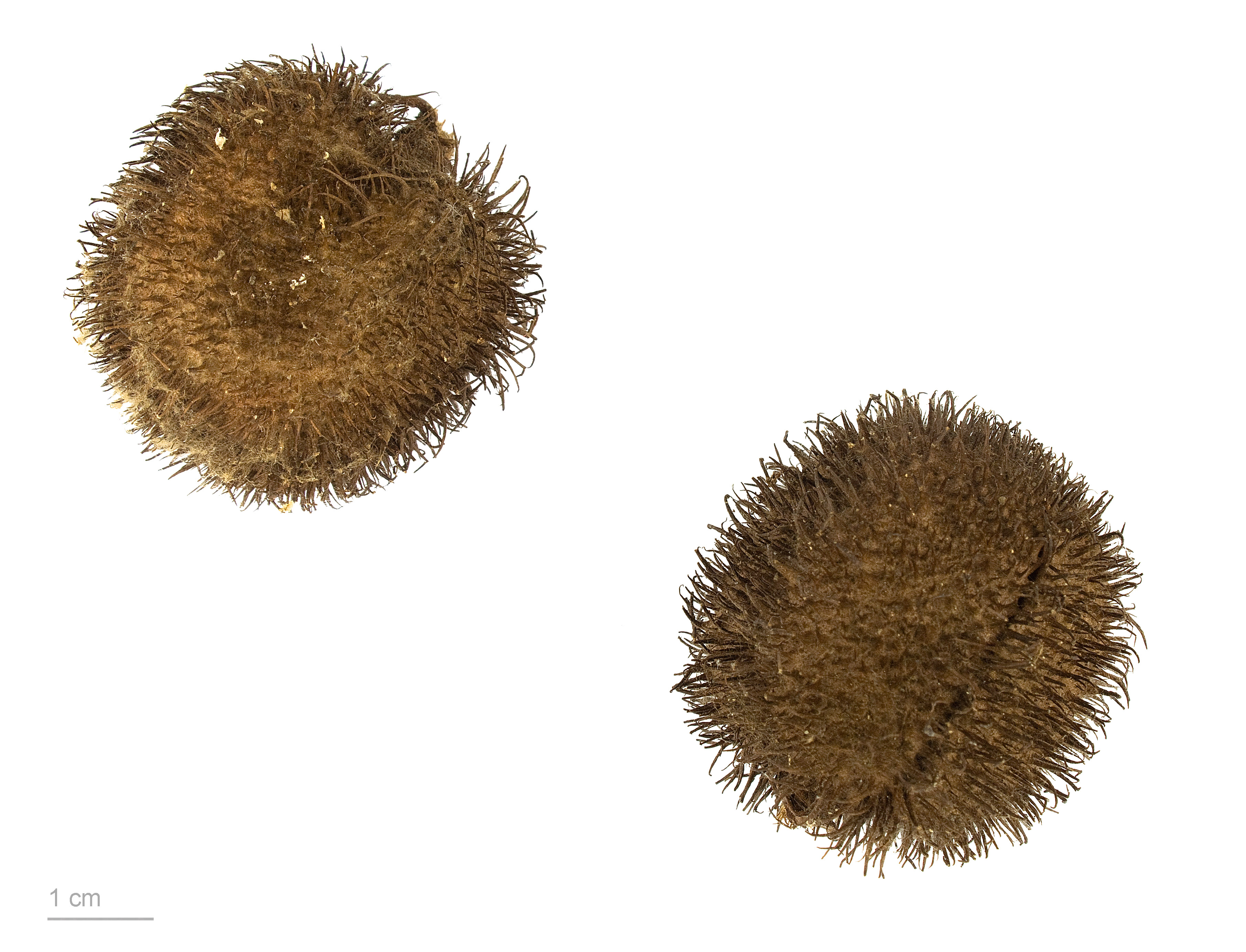
Bixa orellana - MHNT

## Óleo de Urucum

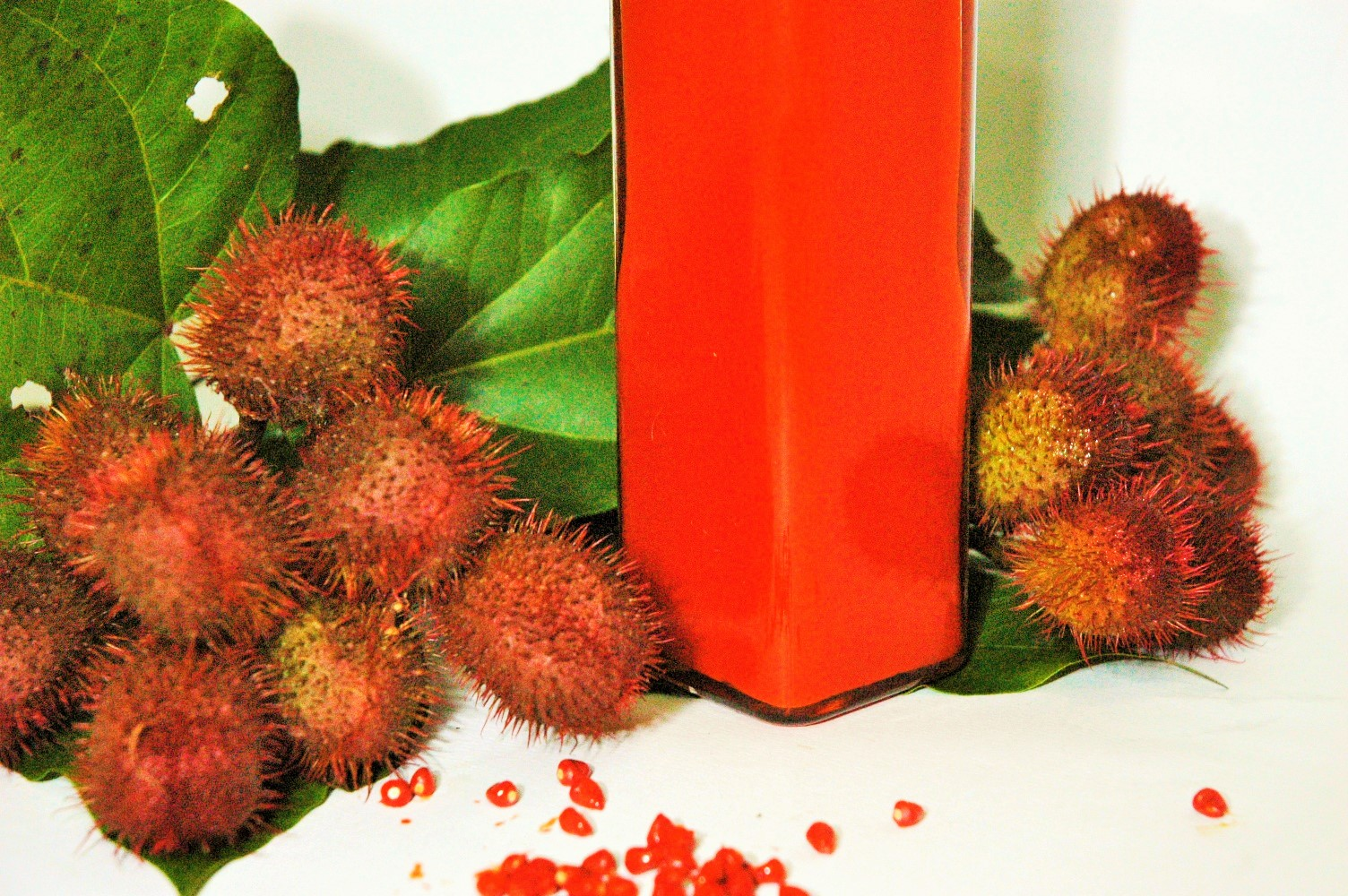
Óleo de Urucum

O óleo obtido é rico em tocotrienol, betacaroteno, óleo essencial, óleo fixo, ácidos graxos saturados e insaturados, flavonoides e Vitamina C. É usado nas diversas formas cosméticas, onde se deseja aproveitar as características do óleo de urucum. É facilmente incorporado em cremes, loções cremosas, bronzeador, protetores solares, protetores labiais. Atua reestruturando os cabelos e auxilia na proteção contra os raios ultravioletas. Obtenção de óleo com alta atividade antioxidante e de redução do colesterol, que pode ser utilizado em suplementos nutricionais e em cosméticos.

## Uso Medicinal
Embora, sob o ponto de vista científico, ainda seja objeto de estudo com vista ao estabelecimento do rol de aplicações, consideram-se as folhas e as sementes do urucu como:
- Dotadas de virtudes expectorantes em geral;
- Úteis nas afecções diversas, principalmente do coração;
- Eficazes na eliminação de manchas e verrugas (tintura das sementes aplicada sobre a pele elimina manchas brancas, verrugas, e rejuvenesce a pele);
- Eficazes para alívio e redução da prisão de ventre, hemorroidas e hemorragias (chá das folhas).
- Podem ainda, segundo informações coletadas entre os indígenas, ser usadas como repelente natural de insetos ( sementes ).

A Medicina Fitoterápica dispõe das informações precisas sobre o uso médico.

## Sinonímia
- Bixa americana
- Bixa oviedi
- Bixa purpurea
- Bixa tinetoria
- Bixa upatensis
- Bixa urucurana